# Karagithi
Karagithi – gaun wikas samiti w zachodniej części Nepalu w strefie Rapti w dystrykcie Salyan. Według nepalskiego spisu powszechnego z 2011 roku liczył on 542 gospodarstwa domowe i 2850 mieszkańców (1549 kobiet i 1301 mężczyzn).